# Luciano Alfieri
Luciano Alfieri (Milánó, 1936. március 30. – Milánó, 2024. február 2.) olasz labdarúgó, kapus, olimpikon.

## Pályafutása

### Klubcsapatban
1955 és 1962 között az AC Milan labdarúgója volt, de az 1956–57-es idényben kölcsönben a Siracusa csapatában védett. 1962–63-ban a Lecco, 1963–64-ben a Treviso játékosa volt. 1964–65-ben az AC Milanban fejezte be az aktív játékot. A Milannal egy olasz bajnoki címet szerzett.

### A válogatottban
1960-ban nyolc alkalommal szerepelt az olasz olimpiai válogatottban. Tagja volt 1960-as római olimpián részt vevő válogatottnak, amellyel negyedik helyezést ért el.

## Sikerei, díjai
Olaszország
- Olimpiai játékok
  - 4.: 1960, Róma

 AC Milan
- Olasz bajnokság (Serie A)
  - bajnok: 1961–62